# Roncus cadinensis
Espèce
Roncus cadinensis est une espèce de pseudoscorpions de la famille des Neobisiidae.

## Distribution
Cette espèce est endémique de Catalogne en Espagne. Elle se rencontre en Basse-Cerdagne et Alt Urgell.

## Description
Le mâle holotype mesure 2,29 mm, les mâles mesurent de 2,29 à 2,73 mm et les femelles de 2,39 à 3,58 mm.

## Étymologie
Son nom d'espèce, composé de cadin et du suffixe latin -ensis, « qui vit dans, qui habite », lui a été donné en référence au lieu de sa découverte, Serra del Cadí.

## Publication originale
- Zaragoza, De Mas & Ribera, 2007 : Pseudoescorpiones del Parque Natural del Cadí-Moixeró (Pirineo Catalán): Estudio ecológico, faunístico y taxonómico (Arachnida:Pseudoscorpiones). Revista Ibérica de Aracnología, vol. 14, p. 69−95 (texte intégral).